# Aries Framework
Aries es un marco de trabajo de código abierto orientado al desarrollo de aplicaciones web de gestión, que se caracteriza por seguir el paradigma SPI (Single Page Interface) y que está fundamentado en principios de productividad, Convención sobre Configuración (CoC), y abstracción web. Se podría enmarcar dentro de la clasificación de frameworks centrados en Java de interfaz web rica y motor javascript.
Aries comenzó a concebirse en 2007 como plataforma de desarrollo para crear aplicaciones , especialmente de gestión, para entornos web, en un contexto en el que la variedad de tendencias era enorme y no existía una clara línea a seguir especialmente en cuanto al interfaz de usuario.
La interfaz de usuario de Aries está basado en Echo un framework de presentación del cual obtiene la idea de aislar la programación de la aplicación del paradigma web mediante un motor Javascript y una arquitectura de componentes ampliable.

## Características principales
- Centrado en Java: Se busca una abstracción del paradigma web. El programador no necesita conocer Html, ni Javascript para poder crear aplicaciones de interfaz Rico, mediante un potente motor Javascript y un conjunto ampliable de componentes que combinan el frontal Javascript y el back en Java.
- Arquitectura en capas: Si bien Aries no define la arquitectura en cuanto al número de capas, se orienta al menos al desarrollo en 3 capas. La capa de presentación consistente en controladores Java que tratan eventos y manipulan los controles, la capa de servicios o de negocio que permite implementar la lógica del dominio de aplicación y la capa de persistencia basada en el patrón DAO que se encarga de obtener y guardar la información en la base de datos.
- Integrador de estándares: Aries utiliza los estándares de facto en el desarrollo Web JEE, como son: Spring e Hibernate.

## Enlaces
- Sitio del proyecto Aries (enlace roto disponible en Internet Archive; véase el historial, la primera versión y la última).
- Framework de presentación web Echo

- Datos: Q5704119